# Titularbistum Lapda
Lapda ist ein Titularbistum der römisch-katholischen Kirche.
Es geht zurück auf einen untergegangenen Bischofssitz in der gleichnamigen antiken Stadt, die in der römischen Provinz Africa proconsularis (heute nördliches Tunesien) lag. Der Bischofssitz war der Kirchenprovinz Karthago zugeordnet.
| Titularbischöfe von Lapda |                            |                                               |                  |                   |
| Nr.                       | Name                       | Amt                                           | von              | bis               |
| 1                         | Joseph-Aurèle Plourde      | Weihbischof in Alexandria in Ontario (Kanada) | 30. Juli 1964    | 2. Januar 1967    |
| 2                         | Sabin-Marie Saint-Gaudens  | Weihbischof in Toulouse (Frankreich)          | 27. Februar 1967 | 13. März 1976     |
| 3                         | Max Ziegelbauer            | Weihbischof in Augsburg (Deutschland)         | 2. August 1983   | 21. November 2016 |
| 4                         | José Mauricio Vélez García | Weihbischof in Medellín (Kolumbien)           | 17. Januar 2017  |                   |